# Allocosa thieli
Allocosa thieli är en spindelart som först beskrevs av Dahl 1908.  Allocosa thieli ingår i släktet Allocosa och familjen vargspindlar. Inga underarter finns listade i Catalogue of Life.